# Livro Sagrado do Grande Espírito Invisível
Livro sagrado do Grande Espírito Invisível também conhecido como Evangelho copta dos egípcios são textos encontradas entre os códices na Biblioteca de Nag Hammadi, descoberta em 1945 (Códices III e IV).
Não deve ser confundido com Evangelho dos Egípcios (ou Evangelho grego dos egípcios).

## Conteúdo
Os conteúdos principais dizem respeito ao entendimento Gnóstico Setiano de como a Terra veio a existir, de como Sete, na intepretação Gnóstica, encarnou como Jesus para livrar as almas das pessoas da prisão maligna que é a criação. 
Ele também contém um hino, partes do qual são incomuns por serem aparentemente seqüências de vogais sem sentido (que, acredita-se, são uma representação da primitiva glossolalia cristã), apesar de as vogais do último parágrafo (u aei eis aei ei o ei ei os ei) poderem ser particionadas para serem lidas (em grego) "que existe como Filho para todo sempre. Você é o que você é, você é quem você é".